# Обрист, Юрг
Юрг Обрист (20 декабря 1947 год, Цюрих) — швейцарский художник-график и детский писатель.

## Биография
Юрг Обрист прошел обучение на ретушёра, а затем продолжил обучение на фотографа в Цюрихской школе дизайна. В 1976 году уехал в США; несколько лет работал иллюстратором в Нью-Йорке, в том числе над иллюстрированными книгами для американских издательств.
Вернувшись в Швейцарию, Обрист поселился в Цюрихе, где работает внештатным иллюстратором и писателем.
Графические работы Юрга Обриста состоят в основном из иллюстраций к книжкам с картинками; он также пишет детективы для детей, которые были переведены на ряд языков (в том числе 1 книга — на русский).

## Сочинения
- В Навыворотграде всё делают правильно, Нью-Йорк, 1978 год.
- Пушистик, Нью-Йорк, 1981 год.
- Генрих, Цюрих [нем. а.] 1981 (совместно с Максом Боллигером)
- Гольдшеффель, Цюрих [u. а.] 1983 г.
- Трое человечков в лесу, Цюрих, 1985 г.
- Медвежий бизнес, Нью-Йорк, 1986 год.
- Белая змея, Цюрих, 1986 год.
- Толщиной в палец, Цюрих, 1987 г.
- Кролик с небесно-голубыми ушами, Цюрих, 1987 (совместно с Максом Боллигером)
- Три прядильщика, Цюрих, 1989 г.
- Беглый нос Гарольда, Нью-Йорк, 1989 (с Гарриет Зонненшайн)
- Старый султан, Цюрих, 1991 год.
- Бюрле, Цюрих, 1991 г.
- Беглый большой палец Гарольда, Нью-Йорк, 1991 (с Гарриет Зонненшайн)
- Негодяи, Цюрих, 1991 г.
- Четыре хитрых брата, Цюрих, 1991.
- Пират, подобный Балдуину, Цюрих, 1992 (совместно с Клаудией Гюртлер)
- Гензель и Гретель, Цюрих, 1993 г.
- Собака выпрыгивает изо рта, Цюрих, 1993 (совместно с Йоханнесом Грунцем)
- Живая вода, Цюрих, 1994 г.
- Шесть человек приезжают со всего мира, Цюрих, 1995 год.
- Валери и король Тедди, Госсау, Цюрих [а. а.] 1995 (совместно с Габриэле Кифер)
- Алюминиевая банка и тихие песни, Цюрих, 1996 (совместно с Региной Шиндлер)
- Кошка и мышь в обществе, Цюрих, 1996 г.
- О ловком портняжке, Цюрих, 1997.
- Wichtel, Цюрих, 1997 (совместно с Максом Боллигером)
- Ничего не делать сложно, Цюрих, 1998 (совместно с Йоргом Шубигером)
- Румпельштильцхен, Цюрих, 1998 г.
- Пчелиная матка, Цюрих, 1999 г.
- Караул! На помощь!, Цюрих, 1999 (совместно с Бэзилом Шадером)
- Ясный случай?! , Мюнхен, 1999 г.
- Все ясно?! , Мюнхен 2000 г.
- Трое счастливчиков, Цюрих, 2000 г.
- Кот Клеменс, Арау [а. а.] 2000 (совместно с Максом Боллигером)
- Макс и Молли — дедушка и похититель меда, Госсау, Цюрих [нем. а.] 2000 г.
- Доктор Всезнайка, Цюрих, 2001 г.
- Ясная вещь?!, Мюнхен, 2002 г.
- Домик в лесу, Цюрих, 2002 г.
- Хрустальный шар, Цюрих, 2003 г.
- Йоринда и Йорингель, Цюрих, 2004 г.
- Странствия Даумерлинга, Цюрих, 2005 г.
- Есть явные случаи?! , Мюнхен, 2005 г.
- Чёрт возьми, клафон пропал!, Мюнхен, 2005 г.
- Ула-Паула! или: Мой остров, твой остров, Нойрайхенау 2006 (совместно с Клаудией Гюртлер)
- Вмешивается Перчик, Мюнхен, 2007 г.
- Дело комиссара Марони, Мюнхен, 2009 г.
- Книга с картинками Multidingsda, Цюрих, 2010 (совместно с Клаудио Нодари и Сабиной Виттвер)
- Зебра есть зебра, Цюрих 2010 (совместно с Максом Хувайлером)
- Кто раскроет дело?, Мюнхен, 2012 г.

## Иллюстратор
- Стивен Кренски : Опасности Патни, Нью-Йорк, 1978 г.
- Джейн Йолен : Робот и Ребекка, Нью-Йорк, 1980 г.
- Макс Боллигер : Искра надежды, Фрауэнфельд [u. а.] 1981 г.
- Истории ухмылки, Ленцбург, 1983 г.
- Рыгать, плеваться, ковыряться в носу . . ., Ленцбург 1984
- Фрауке Нарганг : Аллигатор Альфред, Мюнхен, 1995 г.
- Вита Андерсен : Коко, шоколадная кошка, Цюрих, 1999 г.